# العسلية (سوريا)
العسلية  هي إحدى القرى المحتلة والمدمرة التابعة لمحافظة القنيطرة في هضبة الجولان بجنوب غرب سوريا، وكان يسكنها أبناء عشيرة الويسية ومنهم عائلات أبو حويلي، الإبراهيم، والجبور.